# نظریه میدان (جامعه‌شناسی)
نظریه میدان (جامعه‌شناسی) (به انگلیسی: Field theory (sociology)) در جامعه‌شناسی، بررسی می‌کند چگونه افراد، میدان‌ها یا میدان‌های اجتماعی را می‌سازند و چگونه تحت تأثیر چنین میدان‌هایی قرار می‌گیرند.
میدان‌های اجتماعی محیط‌هایی هستند که در آن بین افراد و بین گروه‌ها، رقابت اتفاق می‌افتد. بازارها، رشته‌های دانشگاهی و سبک‌های موسیقی نمونه‌هایی از میدان‌های اجتماعی هستند.
میدان‌ها دارای جایگاه‌های مختلفی هستند که کنشگران اجتماعی آگاه می‌توانند تصاحب کنند. بازیکنان مسلط در این میدان که «متصدیان» نامیده می‌شوند، به‌طور کلی برای حفظ زمین به شکل فعلی رقابت سرمایه‌گذاری می‌کنند زیرا تغییر در قوانین رقابت سبب بی‌ثباتی جایگاه غالب آنها می‌شود.
ممکن است در میدان‌ها «مخالفانی» باشند و بخواهند میدان را تغییر دهند تا بتوانند با موفقیت با متصدیان کنونی رقابت کنند. تغییر چشمگیر در میدان‌های پایدار پیشین می‌تواند از هر یک از مدیران موفق یا نفوذ از سایر میدان‌ها یا از تغییر قوانین تحمیلی توسط دولت رخ دهد. به‌طور کلی، جایگاه‌های میدانی مختلف انگیزه‌های متفاوتی ایجاد می‌کند. جایگاه میدانی توسط افراد به شکل انگیزش تجربه می‌شود. تصدیق سهام این میدان و کسب منافع و سرمایه‌گذاری‌های تعیین شده توسط میدان را ایلوسیو می‌نامند. میدان‌های ناپایدار با تغییر سریع و اغلب با اشکال مخرب رقابت، مانند رقابت خالص بر سر قیمت‌ها تعریف می‌شوند که حاشیه سود را به سطوح غیرقابل دفاع پایین می‌برد؛ بنابراین، میدان‌ها باید با قوانینی تثبیت شوند تا اطمینان حاصل کنند که رقابت اشکال غیرمخرب دارد. میدان‌های پایدار بندرت به تنهایی پدیدار می‌شوند ولی باید توسط کارآفرینان ماهر ساخته شوند. حکومت اغلب در این فرایند نیز نقش دارد.

## فرمول بوردیو از میدان‌ها
«میدان» (به فرانسوی: champ) یکی از مفاهیم اصلی است که توسط دانشمند علوم اجتماعی فرانسوی پیر بوردیو استفاده می‌شود. در صورت بندی او، میدان به محیطی گفته می‌شود که در آن کارگزاران انسانی و جایگاه اجتماعی آنها قرار دارد. جایگاه هر عامل خاص در میدان، نتیجه تعامل بین قوانین خاص میدان، عادت‌واره‌ها و سرمایه (اجتماعی، اقتصادی و فرهنگی) عامل است. میدان‌ها با یکدیگر تعامل دارند و سلسله مراتبی هستند: بیشتر آنها تابع میدان بزرگتر روابط قدرت و طبقه هستند.
بوردیو به جای تحدبد تحلیل خود از روابط اجتماعی و تغییر به عاملیت داوطلبانه یا صرفاً بر اساس مفهوم ساختاری طبقه، از مفهوم کارگزاری - ساختار «میدان» استفاده می‌کند: هر عرصه تاریخی و غیرهمگن اجتماعی - فضایی که در آن مردم برای دستیابی به منابع مطلوب مانور می‌دهند و مبارزه می‌کنند. بیشتر آثار بوردیو نقش نیمه مستقل منابع آموزشی و فرهنگی را در بیان عاملیت مشاهده می‌کند. این امر باعث می‌شود کار او برای مطالعات لیبرال-محافظه‌کار سازگار باشد که شکاف‌های اساسی جامعه را در میان جناح‌های بی‌نظم طبقه کارگر قرار می‌دهد که نیاز به مداخله انضباطی دارند، جایی که آنها بیش از حد از نابرابری اجتماعی رنج می‌برند. با توجه به موقعیت تاریخی و زنذگینامه او، جای تعجب ندارد که برخلاف برخی از پیروانش یا جامعه‌شناس بانفوذ آلمانی، ماکس وبر، بوردیو در عمل بخاطر شناخت و تاثیرپذیری و همدلی با مارکسیست، فرماندهی اقتصاد را به عنوان مؤلفه اصلی قدرت و عاملیت در جامعه سرمایه‌داری بپذیرد.

### نظام اجتماعی
در آثار بوردیو، میدان، نظامی از جایگاه‌های اجتماعی (مثلاً حرفه‌ای مانند قانون) است که ساختار درونی آن بر اساس قدرت  روابط (مانند اختلاف قدرت بین قضات و وکلا) است. به‌طور خاص، میدان یک عرصه اجتماعی مبارزه بر سر تخصیص گونه‌های خاصی از سرمایه است. - سرمایه هر چیزی است که برای عوامل اجتماعی مهم تلقی می‌شود (بارزترین مثال سرمایه پولی است. میدان هم به صورت عمودی و هم افقی سازماندهی می‌شوند. این بدان معناست که میدان‌ها کاملاً مشابه طبقات نیستند و اغلب فضاهای مستقل و مستقل بازی اجتماعی هستند. میدان قدرت از این جهت خاص است که به صورت افقی در همه میدان‌ها وجود دارد و مبارزات درون آن نرخ مبادله اشکال سرمایه فرهنگی، نمادین یا فیزیکی بین خود میدان‌ها را کنترل می‌کند. یک میدان از تفاوت‌های رابطه‌ای در جایگاه عوامل اجتماعی تشکیل می‌شود. مرزهای یک میدان با جایی مشخص می‌شوند که تأثیرات آن به پایان می‌رسد. میدان‌های مختلف می‌توانند مستقل یا مرتبط با یکدیگر باشند (به عنوان مثال، تفکیک قدرت بین قوه قضاییه و قوه مقننه را در نظر بگیرید). جوامع پیچیده‌تر دارای میدان‌های بیشتر و روابط بیشتر بین میدان‌ها هستند.
طبق این قوانین، فعالیت در این میدان توسعه می‌یابد که مانند بازاری عمل می‌کند که در آن بازیگران برای منافع خاص مرتبط با آن رقابت می‌کنند. این رقابت روابط عینی بین شرکت‌کنندگان را از طریق عواملی مانند حجم سرمایه‌ای که مشارکت می‌کنند، مسیر حرکت آنها در حوزه یا توانایی آنها برای انطباق با قوانین ذاتی میدان تعریف می‌کند. میزانی که شرکت‌کنندگان می‌توانند از منابعی که به آنها وقف شده‌است استفاده مؤثری کنند تابعی از انطباق عادت‌واره آنها در این میدان خاص است. عادت‌واره، نظام ذهنی انتظارات و استعدادهایی است که از طریق تجربه گذشته به دست آمده‌است.
سرمایه عملیاتی در هر زمینه مجموعه منابعی است که می‌توان برای کسب مزیت در آن استفاده کرد؛ بنابراین، سرمایه عاملی از میدان  پویایی و همچنین محصول جانبی میدانی است که خارج از آن وجود ندارد. گونه‌های مختلف سرمایه در میدان‌های مختلفی عمل می‌کنند که به نوبه خود با توازن قدرت اعمال شده توسط سرمایه تعریف می‌شوند.

### ساخت و ساز
میدان‌ها بر اساس «قانون»، اصول بنیادی «نگرش و تقسیم بندی» (تقسیم بندی ذهن و بدن برای مثال، یا مرد و زن) یا سازمان‌دهی «قوانین» تجربه‌ای ساخته می‌شوند که بر اعمال و تجربیات درون یک حوزه حاکم است. «قانون» زیربنای یک میدان اغلب به میدان دیگری تقلیل‌ناپذیر است، مانند تفاوت مشخص شده بین قانون میدان زیبایی‌شناختی که به سرمایه فرهنگی ارزش می‌دهد و به نوعی سرمایه اقتصادی را طرد می‌کند و میدان اقتصادی که برای اقتصاد ارزش قایل است. کارگزاران نه از طریق قرارداد صریح بلکه از طریق تصدیق عملی آنها از مخاطرات در یک زمینه خاص مشترک می‌شوند که ضمناً در همان بازی بازی مستتر است.
این تصدیق در مورد سهم برندگان در این میدان و کسب منافع و سرمایه‌گذاری‌های تعیین شده توسط این میدان، ایلوسیو نامیده می‌شود.